# TAMU
TAMU（西：Transporte Aéreo Militar Uruguayo、日本語訳：ウルグアイ軍航空輸送）は、かつて存在したウルグアイの国営航空会社。運航はウルグアイ空軍が担当した。首都モンテビデオを拠点とし、旅客と貨物を輸送した。2003年運航停止。

## 概要
TAMUはウルグアイ国内における定期旅客便を提供する事を目的に、1959年に監査官コンラド・サエス空軍准将の主導の下で設立された。この任務のためにC-47を使用して第3輸送航空群および第4輸送航空群で運営された。当初の運行形態は不定期であったが、やがて火曜日と金曜日の毎週2回の体制が確立された。

## 主な運航路線
- 火曜日：モンテビデオ - トレンタ・イ・トレス - メロ - リベラ - タクアレンボ
- 金曜日：モンテビデオ - パイサンドゥー - サルト - ベヤ・ウニオン - アルティハス

## 運航機材
2003年時点での運行機材。
- CASA C-212：?機